# ウーミン県
ウーミン県（ウーミンけん、ベトナム語：Huyện U Minh / 縣幽明?）は、ベトナム社会主義共和国カマウ省の県。面積は774.14km²、人口は102,097人（2017年）である。

## 行政区画
以下の1市鎮7社から構成される。
- ウーミン市鎮（U Minh / 幽明）
- カインアン社（Khánh An / 慶安）
- カインホア社（Khánh Hòa / 慶和）
- カインホイ社（Khánh Hội / 慶會）
- カインラム社（Khánh Lâm / 慶林）
- カイントゥアン社（Khánh Thuận / 慶順）
- カインティエン社（Khánh Tiến / 慶進）
- グエンフィック社（Nguyễn Phích / 阮霹）